# Gare de Comblain-au-Pont
Ne doit pas être confondu avec Gare de Comblain-la-Tour.
La gare de Comblain-au-pont est une ancienne gare ferroviaire belge de la ligne 43, de Liège (Angleur) à Marloie située sur le territoire de la commune de Comblain-au-Pont, dans la province de Liège en Région wallonne.

## Situation ferroviaire
La gare de Comblain-au-Pont est établie au point kilométrique (PK) 21,0 de la ligne 43, de Rivage à Gouvy-frontière entre les gares ouvertes de Rivage et Comblain-la-Tour. Sur la rive droite de l'Ourthe et à quelque distance du village elle se trouve en fait à l'entrée du hameau Pont-de-Scay.

## Histoire
La station de Comblain-au-Pont est livrée à l'exploitation le 1er août 1866 par la Grande compagnie du Luxembourg lorsqu'elle ouvre à l'exploitation la section de Melreux à Angleur de la ligne de l'Ourthe, qui relie ainsi Liège à Marloie, sur la ligne du Luxembourg). Le gouvernement nationalise la compagnie en 1873 ; l'exploitation passant aux Chemins de fer de l'État belge (devenus la SNCB en 1926). En 1896, elle devient une gare de correspondance avec les tramways SNCV de la ligne 457 : Clavier - Anthisnes - Warzée.
En 1885, la création par l’État belge de la ligne de l'Amblève, se détachant de la ligne de l'Ourthe en aval de Comblain-au-Pont, entraîne la création de deux nouvelles gares à moins d'1 km : Rivage, gare de bifurcation entre les deux lignes, et Liotte : arrêt de la ligne de l'Amblève désaffecté dès 1924.
La gare de Rivage concurrence de plus en plus celle de Comblain-au-Pont qui est rétrogradée au rang de point d'arrêt[Quand ?] est finalement fermée le 26 septembre 1993.

## Patrimoine ferroviaire
Revendu comme habitation, le bâtiment de la gare remonte à l'origine de la ligne. Il est identique à celui de la gare de Marche et proche de celui, démoli, de la gare de Gembloux. De style néoclassique, cet édifice symétrique se compose d'un corps central à étage au toit à deux croupes (plus large que le reste du bâtiment côté rue) encadré par deux ailes à la toiture à deux versants. Les ouvertures du rez-de-chaussée, qui étaient à l'origine toutes des portes, sont à arc-en-plein cintre (y compris sur l'aile à toit plat ajoutée par la suite) et la façade est en pierres (les autres gares de ce type étaient recouvertes d'enduit) avec des bandeaux, chaînages, bordures, seuils et entablements en pierre taillée.
Plusieurs vestiges des quais et abris subsistent ; les panneaux affichant le nom de la gare sur la façade ont été conservés.

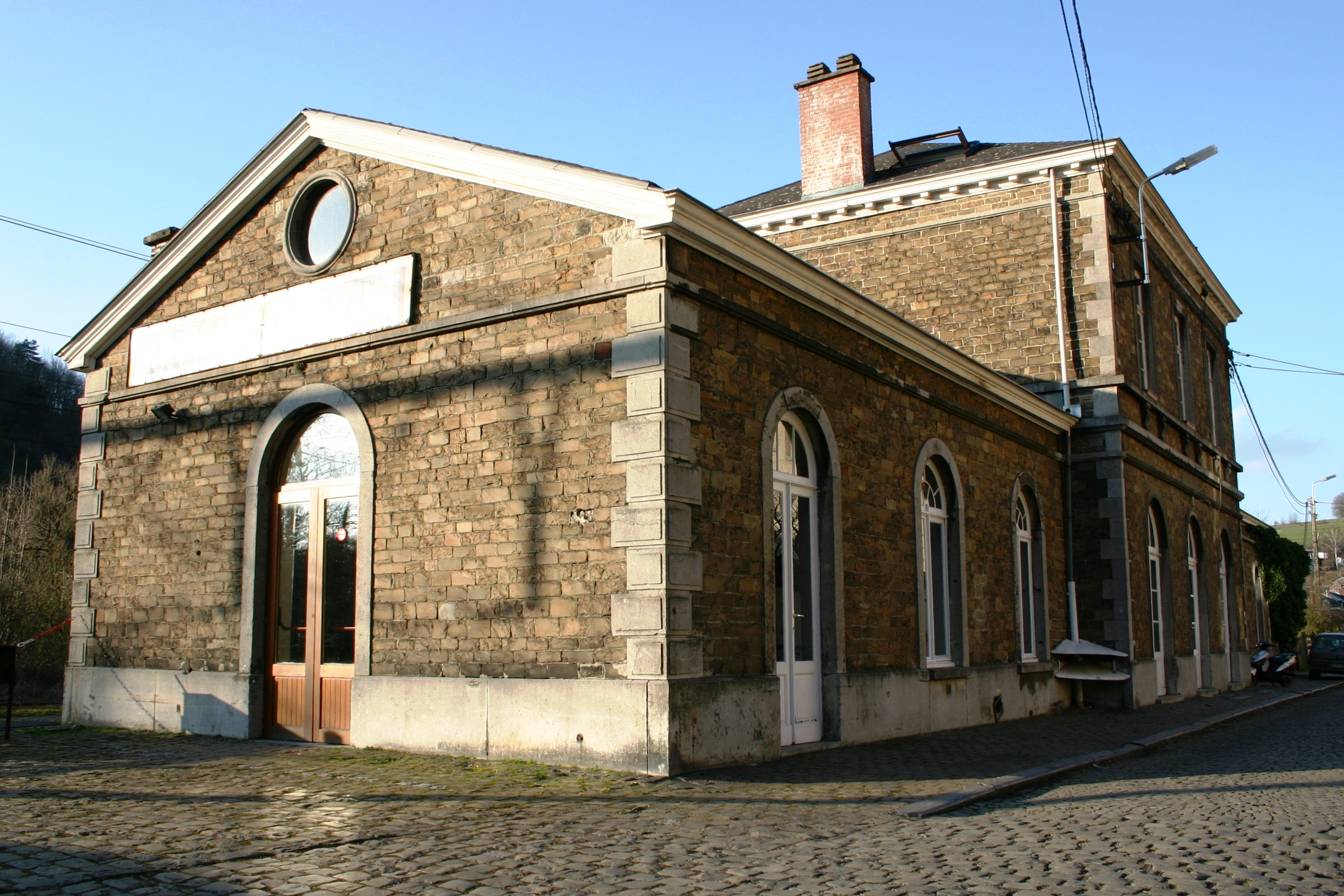
Bâtiment en 2007.
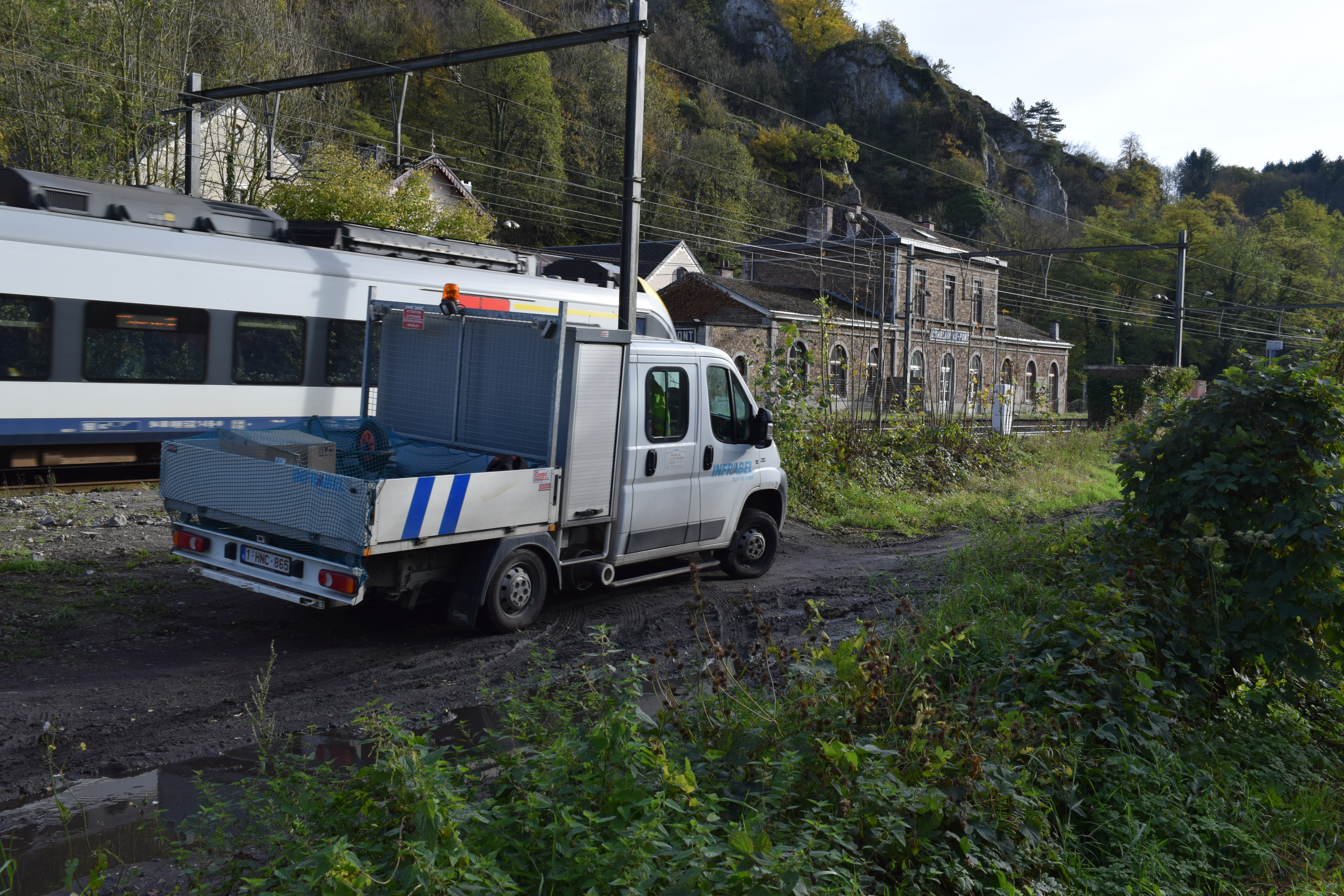
Train en passage et véhicule de maintenance.
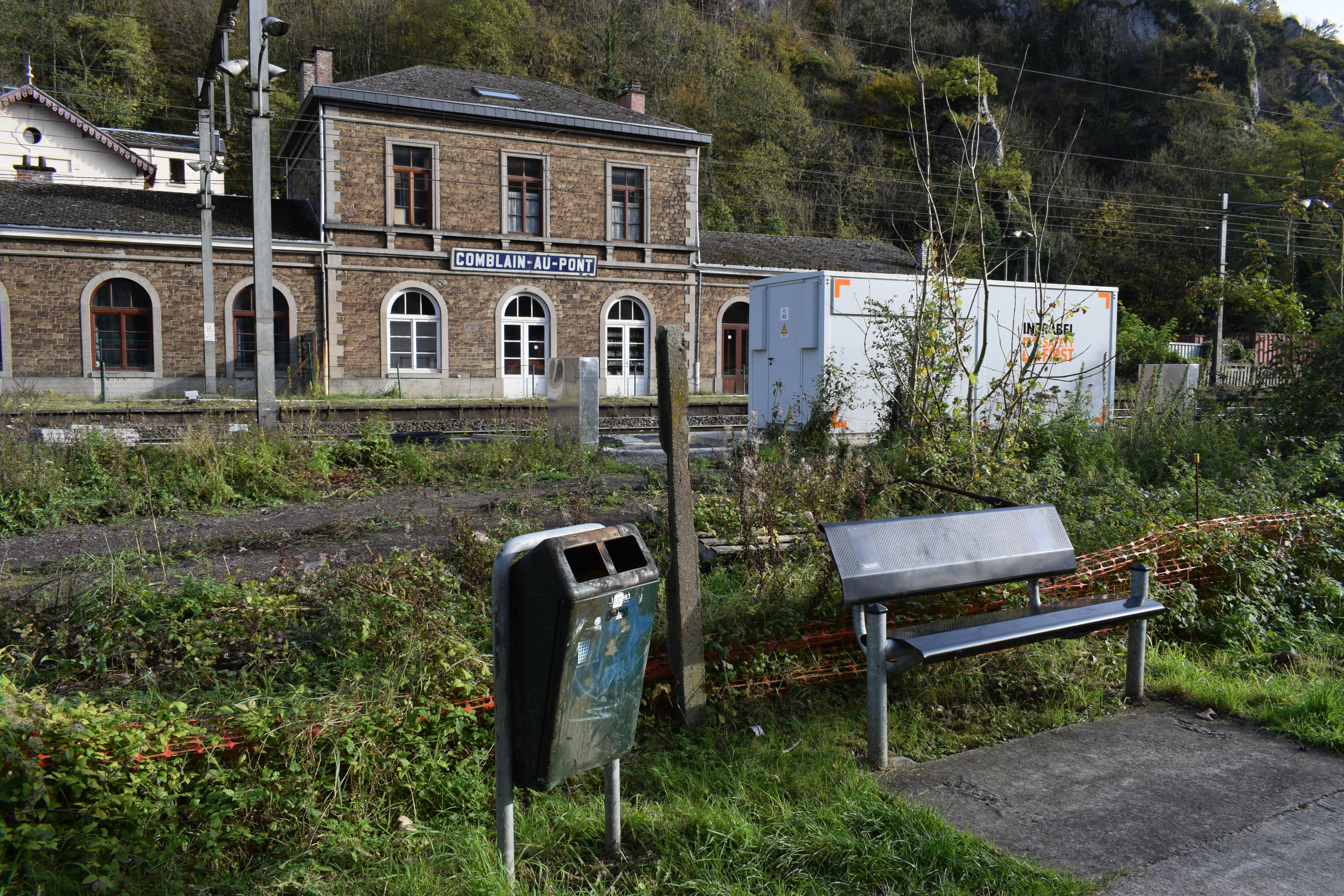
Vue depuis les berges de l'Ourthe.